# Ilse (rivière)
Pour les articles homonymes, voir Ilse.
L'Ilse est une rivière de 42,9 kilomètres, affluent droit de l'Oker, appartenant au système hydrologique de la Weser en Allemagne. 

## Géographie
Elle prend sa source à 900 m d'altitude sur le versant nord de la Brocken. C'est d'abord un petit ruisseau de montagne (la Verdeckte Ilse) qui est souvent caché par des blocs de granite, puis elle descend dans la vallée de l'Ilse, traverse Ilsenburg, Veckenstedt, Wasserleben, Osterwieck, et Hornburg. Elle se jette dans l'Oker, près de Börßum, à 82 m d'altitude. 